# کتاب‌شناسی حسین بن علی
کتاب‌شناسی حسین بن علی، فهرستی است از کتاب‌هایی که با محوریت حسین بن علی نگارش یافته‌اند. در پژوهشی از محمد اسفندیاری دربارهٔ کتاب‌شناسی حسین بن علی، کتاب‌شناسیِ کتاب‌شناسی‌ها در این‌باره انجام شده و چهل و سه کتاب‌شناسی دربارهٔ حسین بن علی به‌دست آمده‌است. این کتاب‌شناسی‌ها شامل کتاب یا بخشی از یک کتاب یا مقاله هستند. بیشترِ این کتاب‌شناسی‌ها فاقد روشی علمی و دارای کاستی‌اند. کامل‌ترینِ آن‌ها، بخشی از کتاب مُعجَمَ ما کُتِبَ عَنِ الرَّسولِ و أهلِ بَیْتِ صَلَواتُ اللهِ عَلَیهِم اثر عَبدُالْجَبّار اَلرِّفاعی است که معرفی ۳۲۱۵ کتاب و مقاله را دربردارد، هرچند کاستی‌هایی هم در آن دیده می‌شود. محمدحسین صادق‌پور تعداد ۱۵ کتاب‌شناسیِ دیگر نیز بر پژوهش اسفندیاری افزوده‌است.

## زندگی‌نامه
در سده‌های نخست هجری، روایت زندگی حسین بن علی نظیر دیگر اهل بیت رایج بوده‌است. بعضی از این آثار، به حسین بن علی اختصاص دارند. بعضی دیگر، شرح‌حال وی را به‌همراه دیگر پیشوایان و بزرگان شیعه بیان کرده‌اند؛ از جمله مَقاتِلُ الطّالِبیین اثر محمد بن علی بن حمزه علوی (د. ۲۸۷ ه‍.ق)، مَقاتِلُ الطّالِبیین اثر ابوالفرج اصفهانی (د. ۲۸۹ ه‍.ق) و اَلْمُبَیَّضَة اثر ابوالعباس بن عمار ثقفی (د. ۳۱۹ ه‍.ق). پس از آن، زندگی‌نامه‌نویسی با رویکرد مذهبی و کلامی رواج یافت؛ نظیر شَرحُ الْأخبار اثر قاضی نعمان (د. ۳۶۳ ه‍.ق) فقیه اسماعیلی، تُحَفُ الْعُقول اثر ابن شعبه حرانی (د. ۴۱۳ ه‍.ق)، اَلْإرشاد اثر شیخ مفید (د. ۴۱۳ ه‍.ق) با تمرکز بر موضوعات کلامی امامیه، نُزهَةُ النّاظِر اثر حُلوانی (سدهٔ پنجم هجری)، فَرائِدُ السِّمْطَیْن اثر امام الحرمین جوینی (د. ۴۷۸ ه‍.ق) متکلم اشعری، اَلإحتِجاج اثر احمد طبرسی با تمرکز بر مباحثات و مناظرات، اَلْخَرائِجُ وَ الْجَرائِح اثر قطب‌الدین راوندی (د. ۵۷۳ ه‍.ق)، مَناقِبُ آلِ ابی‌طالب اثر ابن شهرآشوب (د. ۵۸۸ ه‍.ق) با تمرکز بر مناقب و کرامات، کَشْفُ الْغُمَّة فی مَعرِفَةِ الأئِمَّة اثر علی بن عیسی اِربِلی (د. ۶۹۲ ه‍.ق)، اَلْأئِمَةُ الْإثنیٰ عَشَر اثر ابن طولون (د. ۹۵۳ ه‍.ق) فقیه حنفی و سُبُلُ الْهُدیٰ اثر محمد بن یوسف صالحی شامی (سدهٔ دهم هجری). ابن عساکر در تاریخ دمشق بخش مفصلی را به زندگی‌نامهٔ حسین بن علی اختصاص داده‌است. شیخ مفید بخش عمده‌ای از کتاب اَلْإرشاد خود را به زندگی و قتل حسین بن علی اختصاص داده‌است و به گفتهٔ متیو پیرس، همین موضوع بر سودمندی کتاب الارشاد برای رهبران مذهبی افزوده‌است.

## مقتل‌ها، مزار و مرثیه
مقتل الحسین، یا اختصاراً «مقتل»، به معنای کشتن‌گاه حسین نام دسته‌ای از کتاب‌هاست که رویدادهای نبرد کربلا و کُشته‌شدن حسین بن علی در آن شرح داده شده‌است. رسول جعفریان پنج مقتل را، که در قرن دوم تا اوایل قرن چهارم هجری نوشته شده‌اند، از منابع اولیهٔ قابل توجه می‌داند. این مقتل‌ها را اَبومِخْنَف، ابن سعد، بَلاذُری، دینوَری و ابن اعثم نوشته‌اند. از کهن‌ترین مقتل‌های دست اول، مقتل‌الحسین جابر بن یزید جُعْفی (د. ۱۲۸ ه‍.ق)، از اصحاب محمد باقر و جعفر صادق است. شاگرد جابر جعفی، ابومخنف (د. ۱۵۷ ه‍.ق)، با گردآوری تمام اقوال و روایات بدون دخیل کردن رویکرد مذهبی، مقتلی را نگاشت که به‌جهت دقت و صحت در نقل مطالب، مورد اعتماد مورخان بعدی قرار گرفت. این اثر، کهن‌ترین منبع تاریخیِ دست اولِ در دسترس است که به‌طور تقریباً کامل از دو طریق کتاب تاریخ طبری و کتاب اَلْاِرشاد شیخ مفید روایت شده‌است.

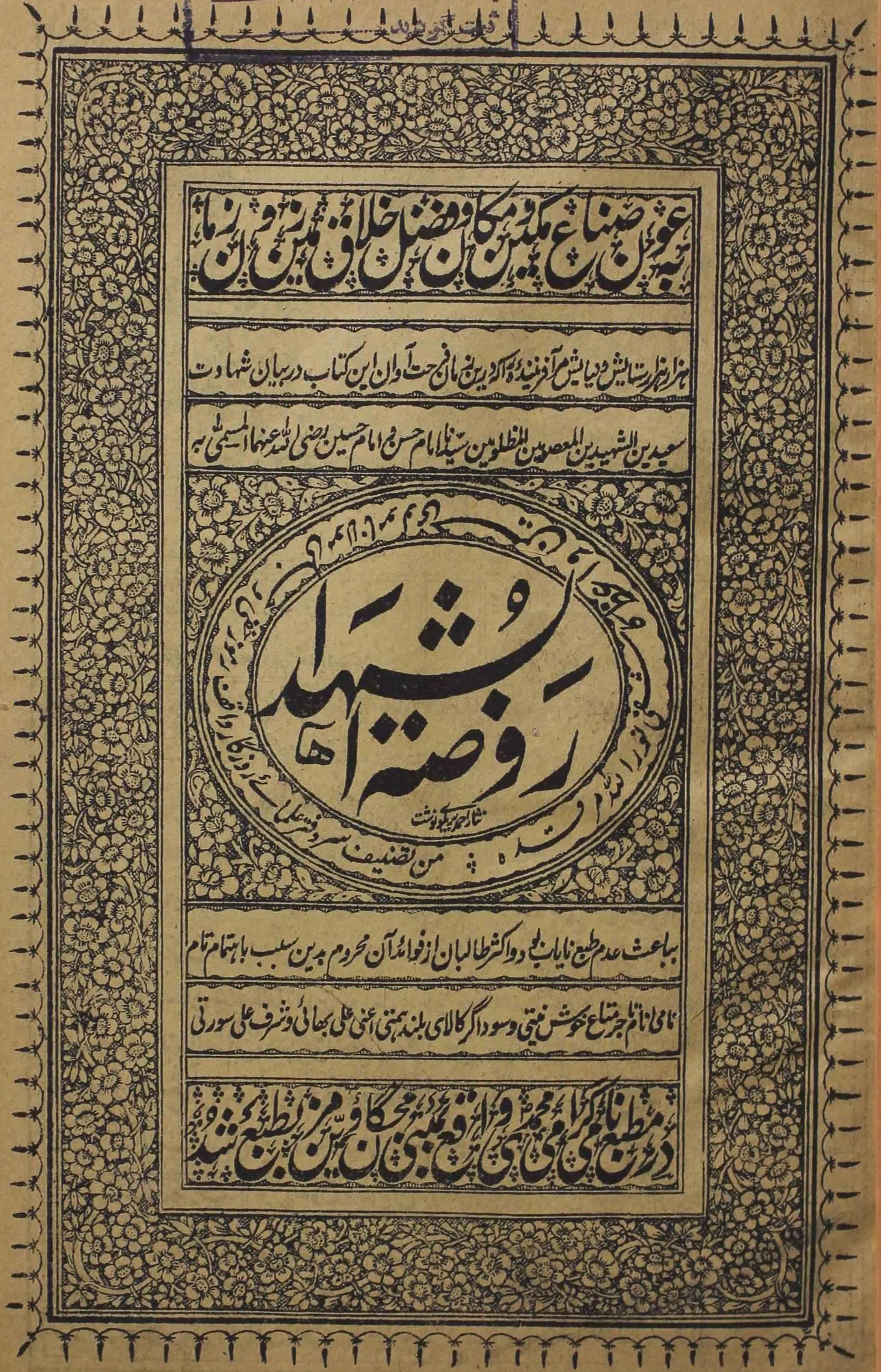
نگاره‌ای از جلد کتاب روضة الشهداء. این کتاب مقتلی است نوشتهٔ حسین واعظ کاشفی که به‌سال ۹۰۸ ه‍.ق تألیف شد و بخش اعظم آن به سرگذشت حسین بن علی و وقایع کربلا می‌پردازد.

به‌جز نسخهٔ خطی از کتاب ابومخنف که در برلین نگهداری می‌شود و لئورا وچا ولیری آن را تماماً معتبر نمی‌داند، مهم‌ترین منابع در این زمینه، طبری و بلاذری هستند. روایات طبری در این زمینه به سه دسته تقسیم می‌شوند:
1. روایاتی که در کتاب ابومخنف (د. ۱۵۷ ه‍.ق) و از شاهدان عینی واقعه نقل شده‌اند.
2. روایات متعددی که از هِشام بن محمّد کَلْبی نقل شده و او نیز اکثراً از استادش، ابومخنف نقل کرده‌است.
3. روایاتی از محدثان دیگر که اکثراً اطلاع مهمی به‌دست نمی‌دهند.

بلاذری همان منابع طبری را به‌کار گرفته، اما آن‌ها را خلاصه کرده‌است. او آن روایت‌ها را بزرگ‌نمایی می‌داند و علاوه بر آنان روایت‌های دیگری نیز دارد؛ ولیری بر این باور است که تاریخ‌نگاران دیگر مانند دینوری، یعقوبی، ابن عبد رُبَیْحه و غیره، اطلاع خاص دیگری به دست نمی‌دهند؛ چون روایت‌هایشان را از ابومخنف گرفته‌اند. شیعیان آثاری را معتبر می‌دانند که مؤلفان‌شان گرایش‌های شیعی دارند. بیشتر این روایت‌ها از اثر شیخ مفید سرچشمه گرفته‌اند که مبتنی بر روایت ابومخنف است. در سدهٔ سوم هجری، مقتل‌نویسی با رویکرد اِخباری ادامه یافت؛ یعقوبی و طبرانی به بیان حوادث کربلا پرداختند و ابواسحاق نهاوندی (د. ۲۶۹ ه‍.ق)، ابراهیم بن محمد ثقفی (د. ۲۸۳ ه‍.ق) و محمد غَلّابی (د. ۲۹۸ ه‍.ق) نیز، برای نمونه، به مقتل‌نویسی با این رویکرد پرداختند.
در سدهٔ چهارم هجری، به‌سبب دسترسی راحت‌تر به روایات و نیز تشدید جهت‌گیری‌های مذهبی و کلامی، مقتل‌نویسی اِخباری جای خود را به بیان مباحث اعتقادی دربارهٔ کشته شدن حسین بن علی داد که برای نمونه می‌توان از خِصال اثر شیخ صدوق (د. ۳۸۱ ه‍.ق) نام برد. در این دوره آثاری تحت عنوان زیارة یا مزار ابی‌عبدالله الحسین، دربارهٔ فضیلت عزاداری، گریستن و زیارت قبر حسین تألیف شد؛ نظیر آثار عبیدالله بن ابی‌زید انباری (د. ۳۵۶ ه‍.ق)، محمد بن عباس غاضری و ابُوالْمُفَضَّل شیبانی (د. ۳۸۷ ه‍.ق). معروف‌ترین اثر از این زمره کامِلُ الزّیارات اثر ابن قولِوَیْهْ (د. ۳۶۹ ه‍.ق) است. حتی در میان غیرشیعه نیز ابواسحاق اسفراینی (د. ۴۱۸ ه‍.ق) به این موضوع پرداخته‌است.
در سده‌های بعد، آثار این حوزه متأثر از نوشته‌های سدهٔ چهارم بوده‌است. ازجمله آثار مطرح سده‌های بعد، مَقتَلُ الْحُسَیْن اثر مُوَفَّق بن احمد خوارزمی (د. ۵۶۸ ه‍.ق) از حنفیان مایل به شیعه است. در سدهٔ هفتم هجری نیز اثر مشهور لُهوف توسط سید بن طاووس (د. ۶۶۴ ه‍.ق) با رویکرد مرثیه بر حسین بن علی نگاشته شده‌است. در همین زمان، اهل سنت نیز آثاری نظیر دُرَرُ السِّمط فی خَبَرِ السِّبط را در مرثیه بر حسین بن علی نگاشته‌اند. در قرن هفتم هجری، روایت‌های ساختگی و رمانتیک به شرح مقتل اضافه شد. این اغراق‌ها و روایت‌های ساختگی توسط ابن کثیر مورد نکوهش تندی قرار گرفت.
در سدهٔ نهم و دهم هجری فارسی‌نویسی در مجالس مذهبی رونق یافت و استقرار صفویه نیز آن را تشدید کرد. ازجمله آثار این دوره، رُوضَةُالشُّهَداء اثر حسین واعظ کاشفی (د. ۹۱۰ ه‍.ق) است که در اواخر عصر تیموری برای مجالس عزاداری حسین بن علی نگاشته شد و مطالب آن فاقد سند است. این اثر به‌منظور شوراندن و پروراندن احساسات شنوندگان تألیف شده‌است و نقطهٔ عطفی در عزاداری به زبان فارسی به‌شمار می‌رود. این اثر جریانی ادبی را در ادبیات فارسی ایجاد کرد که تاکنون تداوم یافته‌است؛ به‌طوری که مفهوم روضه و روضه‌خوانی با این اثر وارد ادبیات و فرهنگ فارسی‌زبانان شده‌است. در سدهٔ دهم، حسین ندایی یزدی نیشابوری روضةالشهداء را به نظم درآورد و پس از محمد فضولی (د. ۹۷۰ ه‍.ق) با تألیف حَدیقَةُالسُّعَداء آن را به ترکی آذربایجانی ترجمه کرد. همچنین محتشم کاشانی (د. ۹۹۶ ه‍.ق) با سرودن ترکیب‌بند با مطلع «باز این چه شورش است»، مرثیه‌سرایی منظوم را متحول ساخت.

## آثار معاصر
در دورهٔ معاصر، با قوت گرفتن حرکت‌های انقلابی و اصلاحی در جهان اسلام، قیام حسین بن علی دستمایهٔ آثاری روشنگرانه از این سنخ شد. ازجمله اَلْحُسَیْن، اَبُوالشُّهَداء اثر عباس محمود عقاد با رویکردی جریان‌نگر و ثَورَةُ الْحُسَیْن فِی الْوجدانِ الشَّعبی اثر محمدمهدی شمس‌الدین با اطلاق کلمه «ثوره» (انقلاب) به حرکت حسین و نَهضَتُ الْحُسَین اثر هِبَةُالدّین حسینی شهرستانی به زبان عربی نگارش شد. همچنین در ایران آثاری چون شهید جاوید اثر نعمت‌الله صالحی نجف‌آبادی با رویکرد قیام برای تشکیل حکومت و حسین وارث آدم اثر علی شریعتی با تأکید بر خون شهید در آغازگری حرکت انقلابی مردمی تأکید کرده‌است. مرتضی مطهری نیز در تحریفات عاشورا و حماسهٔ حسینی به رویکرد پیرایش تحریف و خرافه و الگوگیری از قیام حسین پرداخته‌است. پس از انقلاب ایران نیز آثار فراوانی با مضمون قیام حسین بن علی برای مبارزه با جور ظالم تدوین شده‌است؛ از جمله دائرةالمعارف موضوعی با عنوان دائرةالمعارف الحسینیه اثر محمدصادق محمد کرباسی و فرهنگ عاشورا از جواد محدثی در این زمره است.
یک جریان دیگر با هدف پیرایش تحریف و خرافه از عزاداری در سده‌های اخیر شکل گرفته‌است. منتقدانی نظیر مرتضی مطهری در کتاب حماسهٔ حسینی می‌گویند که نبرد کربلا در برخی از منابع به‌خصوص کتاب‌هایی نظیر روضةالشهداء اثر حسین واعظ کاشفی، مُحْرِقُ الْقُلوب اثر مهدی نراقی، و اَسرارُ الشَّهادَة اثر فاضل دربندی که در سده‌های اخیر برای مجالس روضه و عزا نوشته شده، به‌شدت دچار تحریف شده‌است.

## فهرستی از آثار
برخی از آثار با موضوع حسین بن علی عبارتند از:
| نام کتاب                                                                            | مؤلف                                                    | شارح و مترجم                     | قرن   | زبان  | تعداد جلد | تعداد صفحه* | موضوع             |
| ----------------------------------------------------------------------------------- | ------------------------------------------------------- | -------------------------------- | ----- | ----- | --------- | ----------- | ----------------- |
| سیرة الحسین (ع) فی الحدیث و التاریخ                                                 | سید جعفر مرتضی عاملی                                    |                                  | معاصر | عربی  | ۲۴        |             | دائرةالمعارف      |
| دائرةالمعارف الحسینیه                                                               | محمدصادق کرباسی                                         |                                  | معاصر | عربی  | ۲۱        |             | دائرةالمعارف      |
| تاریخ امام حسین علیه السلام                                                         | جمعی از نویسندگان                                       |                                  | معاصر | فارسی | ۲۴        | ۱۱۷۴        | دائرةالمعارف      |
| فرهنگ عاشورا                                                                        | جواد محدثی                                              |                                  | معاصر | فارسی | ۱۱        |             | دائرةالمعارف      |
| حیاة الامام الحسین بن علی علیهماالسلام                                              | باقر شریف قرشی                                          |                                  | معاصر | عربی  | ۳         |             | تاریخ             |
| سلوک عاشورایی                                                                       | مجتبی تهرانی                                            |                                  | معاصر | فارسی | ۱۰        | ۲۹۰         | تاریخ تحلیلی      |
| زندگانی امام حسین                                                                   | سید هاشم رسولی محلاتی                                   |                                  | معاصر | فارسی | ۱         | ۵۹۲         | تاریخ             |
| اشک روان بر امیر کاروان                                                             | جعفر شوشتری                                             | سید محمدحسین شهرستانی            | معاصر | فارسی | ۱         | ۵۷۴         | تاریخ             |
| مقاتل الطالبین                                                                      | ابوالفرج اصفهانی                                        |                                  | ۲ ه‍.ق  | عربی  | ۱         |             | مقتل              |
| مقتل ابی‌مخنف                                                                        | ابومخنف                                                 |                                  | ۱ ه‍.ق  | عربی  | ۱         | ۲۳۰         | مقتل              |
| مقتل خوارزمی                                                                        | موفق بن احمد مکی خوارزمی                                |                                  | ۵ ه‍.ق  | عربی  | ۱         |             | مقتل              |
| مقتل الحسین (مقتل مقرم)                                                             | عبدالرزاق المقرم                                        |                                  | ۱۳ ه‍.ق | عربی  | ۱         |             | مقتل              |
| اللهوف علی قتلی الطفوف                                                              | سید بن طاووس                                            |                                  | ۵ ه‍.ق  | عربی  | ۱         |             | مقتل              |
| روضته الشهداء                                                                       | ملاحسین کاشفی                                           |                                  | ۹ ه‍.ق  | فارسی | ۱         |             | مقتل              |
| نفس المهموم                                                                         | عباس قمی                                                |                                  | معاصر | عربی  | ۱         | ۴۴۰         | مقتل              |
| مقتل السبط الشهید                                                                   | حسین شریفی                                              |                                  |       |       |           |             | مقتل              |
| مقتل مطهر                                                                           | جعفر صالحان                                             |                                  |       |       |           |             | مقتل              |
| مقتل سالار شهیدان و گزارش کربلا                                                     | نادعلی کربلائی                                          |                                  | معاصر | فارسی |           |             | مقتل              |
| زندگی و سیمای امام حسین (ع)                                                         | محمدتقی مدرسی                                           | محمدصادق شریعت                   | معاصر | فارسی | ۱         | ۶۴          | حسین‌شناسی         |
| حماسه حسینی                                                                         | مرتضی مطهری                                             |                                  | معاصر | فارسی | ۳         | ۳۶۰         | تاریخ تحلیلی      |
| حسین وارث آدم                                                                       | علی شریعتی                                              |                                  | معاصر | فارسی | ۱         |             | تاریخ تحلیلی      |
| بررسی تاریخ عاشورا                                                                  | محمد ابراهیم آیتی                                       |                                  | معاصر | فارسی | ۱         | ۲۶۸         | تاریخ تحلیلی      |
| تفسیر سیاسی قیام امام حسین                                                          | سید علی شرف‌الدین                                        |                                  | معاصر | فارسی |           |             | تاریخ تحلیلی      |
| ثورة الحسین                                                                         | محمدمهدی شمس الدین                                      |                                  | معاصر | عربی  | ۱         |             | تاریخ تحلیلی      |
| بررسی و تحقیق پیرامون نهضت حسینی                                                    | سید علی فرحی                                            |                                  | معاصر | فارسی |           |             | تاریخ تحلیلی      |
| آلبوم عاشورا                                                                        | محبوبه زارع                                             |                                  | معاصر | فارسی | ۱         |             | ادبیات داستانی    |
| جلوه عشق                                                                            | محمدحسین مهرآئین                                        |                                  | معاصر | فارسی |           |             | ادبیات داستانی    |
| کتاب‌شناسی امام حسین علیه السلام                                                     | نجفقلی حبیبی                                            |                                  | معاصر | فارسی | ۱         | ۲۶۰         | کتاب‌شناسی         |
| کتاب‌شناسی امام حسین علیه السلام                                                     | حشمت‌الله صفرعلی‌پور                                      |                                  | معاصر | فارسی | ۱         | ۵۹۲         | کتاب‌شناسی         |
| ناسخ التواریخ                                                                       | محمدتقی سپهر                                            |                                  | معاصر | فارسی | ۱         |             | تاریخ             |
| کتاب‌شناسی عاشورا                                                                    | محمد قاسمی                                              |                                  | معاصر | فارسی | ۱         | ۴۴۷         | کتاب‌شناسی         |
| زندگانی حضرت خامس آل عبا ابی‌عبدالله الحسین سیدالشهداء علیه آلاف التحیه والثناء      | ابوالقاسم سحاب                                          |                                  | معاصر | فارسی | ۱         | ۷۱۷         | تاریخ             |
| زندگانی حضرت امام حسین سیدالشهدأ                                                    | حسین عمادزاده                                           |                                  | معاصر | فارسی | ۱         | ۸۹۸         | تاریخ             |
| در کربلا چه گذشت؟ ترجمه نفس المهموم                                                 | عباس قمی                                                | محمدباقر کمره‌ای                  | معاصر | فارسی | ۱         | ۹۲۰         | مقتل              |
| دانشنامه شعر عاشورایی: انقلاب حسینی در شعر شاعران عرب و عجم                         | مرضیه محمدزاده                                          |                                  | معاصر | فارسی | ۲         | ؟           | ادبیات            |
| رمز و راز کربلا                                                                     | حسین گنجی                                               |                                  | معاصر | فارسی | ۱         | ۱۵۹         | حسین‌شناسی         |
| خون خدا گزارشی ازعاشورای سال ۶۱ هجری                                                | جواد محدثی                                              |                                  | معاصر | فارسی | ۱         | ۱۱۲         | تاریخ تحلیلی      |
| حسین نفس مطمئنه                                                                     | محمدعلی عالمی                                           |                                  | معاصر | فارسی | ؟         | ۴۶۹         | تاریخ             |
| حسین‌بن‌علی (ع) حماسه تاریخ                                                           | محمد جواد حجتی‌کرمانی                                    |                                  | معاصر | فارسی | ۱         | ۲۵۹         | حسین‌شناسی         |
| انصار الحسین                                                                        | محمدمهدی شمس‌الدین                                       | ناصر هاشم‌زاده                    | معاصر | فارسی | ۱         | ۲۲۷         | حسین‌شناسی         |
| امام حسین (ع) و عاشورائیان                                                          | احمد صادق اردستانی                                      |                                  | معاصر | فارسی | ۱         | ۳۳۴         | حسین‌شناسی         |
| از مدینه تا نینوا                                                                   | عباس علاقه بندیان                                       |                                  | معاصر | فارسی | ۱         | ۲۰۴         | تاریخ             |
| اربعین و چهل درس از کاروان آزادی‌آفرین کربلا                                         | مرتضی مهدوی‌یگانه                                        |                                  | معاصر | فارسی | ۱         | ۱۱۷         | شرح و ترجمه گفتار |
| آذرخشی دیگر از آسمان کربلا                                                          | محمدتقی مصباح یزدی                                      |                                  | معاصر | فارسی | ۱         | ۲۳۹         | تاریخ تحلیلی      |
| ارزیابی انقلاب امام حسین (ع) از دیدگاه جدید                                         | مهدی پیشوایی                                            |                                  | معاصر | فارسی | ۱         | ۲۸۵         | تاریخ تحلیلی      |
| امام حسین (ع) از زبان استاد شهید مرتضی مطهری (ره)                                   | عباس عزیزی                                              |                                  | معاصر | فارسی | ۱         | ۴۱۵         | تاریخ تحلیلی      |
| امام حسین (ع) در جامعه ارغوانی                                                      | سلیمان کتانی                                            | پرویز لولاور                     | معاصر | فارسی | ۱         | ۲۱۶         | تاریخ تحلیلی      |
| انقلاب عاشورا                                                                       | عطاءالله مهاجرانی                                       |                                  | معاصر | فارسی | ۱         | ۲۲۹         | تاریخ تحلیلی      |
| انگیزه قیام امام حسین (ع)                                                           | محمدحسین ضیائی بیگدلی                                   |                                  | معاصر | فارسی | ۱         | ۲۱۳         | تاریخ تحلیلی      |
| انگیزه‌های قیام عاشورا                                                               | محمد دشتی                                               |                                  | معاصر | فارسی | ۱         | ۲۵۰         | تاریخ تحلیلی      |
| بررسی اثرات قیام امام حسین (ع) در فقه سیاسی شیعه                                    | هیثم شیرکش                                              |                                  | معاصر | فارسی | ۱         | ۱۷۸         | تاریخ تحلیلی      |
| پس از پنجاه سال پژوهشی تازه پیرامون قیام حسین (ع)                                   | سید جعفر شهیدی                                          |                                  | معاصر | فارسی | ۱         | ۲۱۶         | تاریخ تحلیلی      |
| پیام‌های عاشورا                                                                      | جواد محدثی                                              |                                  | معاصر | فارسی | ۱         | ۲۵۵         | تاریخ تحلیلی      |
| پیام‌های عاشورا (و جایگاه آن در نهج‌البلاغه)                                          | محمد دشتی                                               |                                  | معاصر | فارسی | ۱         | ۱۸۱         | تاریخ تحلیلی      |
| پیامدهای عاشورا                                                                     | سید ابوالفضل اردکانی                                    |                                  | معاصر | فارسی | ۱         | ۳۳۶         | تاریخ تحلیلی      |
| پیرامون حماسه عاشورا                                                                | سید محمد شفیعی                                          |                                  | معاصر | فارسی | ۱         | ؟           | تاریخ تحلیلی      |
| پیشینه عاشورا (از خون محراب تا محراب خون)                                           | محمد اسدی                                               | حجت‌الله جودکی                    | معاصر | فارسی | ۱         | ۲۵۰         | تاریخ تحلیلی      |
| تکرار پذیری حادثه کربلا                                                             | مهدی رستم‌نژاد                                           |                                  | معاصر | فارسی | ۱         | ۱۳۶         | تاریخ تحلیلی      |
| جام عبرت                                                                            | سید حسین اسحاقی                                         |                                  | معاصر | فارسی | ۱         | ۲۴۰         | تاریخ تحلیلی      |
| جامعه‌شناسی قیام امام حسین (ع) و مردم کوفه                                           | عمادالدین باقی                                          |                                  | معاصر | فارسی | ۱         | ۹۶          | تاریخ تحلیلی      |
| حسین علیه السلام، شهید آگاه و رهبر نجات بخش اسلام                                   | لطف‌الله صافی گلپایگانی                                  |                                  | معاصر | فارسی | ۱         | ۴           | تاریخ تحلیلی      |
| حجة السعادة فی حجة الشهادة                                                          | محمدحسن بن علی                                          | مصطفی فریدپور                    | معاصر | فارسی | ۱         | ۱۸۶         | تاریخ تحلیلی      |
| حماسه و عرفان                                                                       | عبدالله جوادی آملی                                      |                                  | معاصر | فارسی | ۱         | ۴۲۲         | تاریخ تحلیلی      |
| خورشید شهادت                                                                        |                                                         |                                  | معاصر | فارسی | ۱         | ۵۸۰         | تاریخ تحلیلی      |
| درس‌ها و عبرت‌های عاشورا                                                              | حسین ایمانی یامچی                                       |                                  | معاصر | فارسی | ۱         | ۲۸۸         | تاریخ تحلیلی      |
| در سایه سرو آزادی                                                                   | عبدالعلی بازرگان                                        |                                  | معاصر | فارسی | ۱         | ۳۰۱         | تاریخ تحلیلی      |
| درسی که حسین (ع) به انسان‌ها آموخت                                                   | سید عبدالکریم هاشمی‌نژاد                                 |                                  | معاصر | فارسی | ۱         | ۴۶۴         | تاریخ تحلیلی      |
| رد پای عقل در کربلا (مجموعه مقالات)                                                 | محمد منصورنژاد                                          |                                  | معاصر | فارسی | ۱         | ۸۸          | تاریخ تحلیلی      |
| رسالت خواص و عبرت‌های عاشورا                                                         | سید احمد خاتمی                                          |                                  | معاصر | فارسی | ۱         | ۳۴۴         | تاریخ تحلیلی      |
| زندگانی سفیر حسین (ع) مسلم بن عقیل (ع)                                              | محمدعلی عابدین                                          |                                  | معاصر | فارسی | ۱         | ۲۹۸         | تاریخ تحلیلی      |
| سیاسة الحسین                                                                        | عبدالعظیم ربیعی                                         |                                  | معاصر | فارسی | ۲         | ۱۸۰         | تاریخ تحلیلی      |
| شخصیت‌شناسی عاشورا                                                                   | سید رسول علوی                                           |                                  | معاصر | فارسی | ۱         | ۲۵۴         | تاریخ تحلیلی      |
| شهید جاوید، حسین بن علی (ع)                                                         | نعمت‌الله صالحی نجف‌آبادی                                 |                                  | معاصر | فارسی | ۱         | ۵۳۶         | تاریخ تحلیلی      |
| عاشورا در فقه                                                                       | سید ضیاء مرتضوی                                         |                                  | معاصر | فارسی | ۱         | ۱۲۳         | تاریخ تحلیلی      |
| عاشورا و عبرتها: نگاهی به عاشورا از روزن زمان و مکان                                | مؤسسه فرهنگی قدر ولایت                                  |                                  | معاصر | فارسی | ۱         | ۶۴          | تاریخ تحلیلی      |
| فلسفه عاشورا: از دیدگاه اندیشمندان مسلمان                                           | بخشعلی قنبری                                            |                                  | معاصر | فارسی | ۱         | ۲۲۸         | تاریخ تحلیلی      |
| فلسفه عزاداری                                                                       | جواد محدثی                                              |                                  | معاصر | فارسی | ۱         | ۴۰          |                   |
| قیام جاودانه (سخنی چند پیرامون «عاشورا» و آفاق آن)                                  | محمدرضا حکیمی                                           |                                  | معاصر | فارسی | ۱         | ۲۳۲         | تاریخ تحلیلی      |
| قیام حسینی                                                                          | حسین جعفری بافقی                                        |                                  | معاصر | فارسی | ۱         | ۱۴۴         | تاریخ تحلیلی      |
| گسترش نهضت حسینی                                                                    | محمدجواد باهنر                                          |                                  | معاصر | فارسی | ۱         | ۱۵۲         | تاریخ تحلیلی      |
| نگاهی به حماسه حسینی استادمطهری                                                     | نعمت‌الله صالحی نجف‌آبادی                                 |                                  | معاصر | فارسی | ۱         | ۴۶۰         | تاریخ تحلیلی      |
| معارف عاشورا (درسها و پیامها)                                                       | علی سعیدی                                               |                                  | معاصر | فارسی | ۱         | ۲۲۰         | تاریخ تحلیلی      |
| نظریه‌های عاشورا                                                                     | مهدی علیزاده سورکی                                      |                                  | معاصر | فارسی | ۱         | ۶۳          | تاریخ تحلیلی      |
| نقش ائمه در احیای دین: امام حسین (ع) وصی پیامبر (ص) و شهید احیای دین                | سید مرتضی عسکری                                         |                                  | معاصر | فارسی | ۱۶        | ۱۹۸         | تاریخ تحلیلی      |
| واقعه کربلا: نگرشی تحلیلی به زندگانی امام حسین (ع)                                  | عباس محمد عقاد                                          | مسعود انصاری                     | معاصر | فارسی | ۱         | ۱۷۶         | تاریخ تحلیلی      |
| پژوهشی در مقتل‌های فارسی: کتاب‌شناسی امام حسین (ع)                                    | محمدعلی مجاهد                                           |                                  | معاصر | فارسی | ۱         | ۳۱۱         | کتاب‌شناسی         |
| قدرت نرم تشیع                                                                       | علی حلیمی                                               |                                  | معاصر | فارسی | ۱         | ۲۰۸         | ؟                 |
| باغ سیب، درخت شکیب: هفتاد و دو شاخه از درخت یادگار عاشورا امام زین‌العابدین (ع)      | محبوبه زارع                                             |                                  | معاصر | فارسی | ۱         | ۲۲۸         | ؟                 |
| آموختنی‌هائی از عاشورا: بررسی سخنان امام حسین (ع) از مدینه تا شهادت در ۲۶ گفتار      | مهدی احدی‌امیرکلائی                                      |                                  | معاصر | فارسی | ۱         | ۲۹۵         | شرح و ترجمه گفتار |
| هزار روضه از عاشورا: نکته‌های ذکر مصیبت برای گویندگان و مداحان                       | مهدی احدی‌امیرکلائی                                      |                                  | معاصر | فارسی | ۱         | ۲۵۶         | مقتل              |
| درس‌هایی از زیارت عاشورا                                                             | جواد محدثی                                              |                                  | معاصر | فارسی | ۱         | ۶۶          | شرح و ترجمه گفتار |
| سوگنامه عاشورا (از کاروان تا کاروان): نوحه به زبان لکی                              | امیدعلی چراغیان‌یوسف‌آباد                                 |                                  | معاصر | فارسی | ۱         | ۱۹۲         | شعر               |
| صد نغمه عاشورا: از مدینه به مدینه                                                   | یعقوب پویامنش                                           |                                  | معاصر | فارسی | ۱         | ۴۳۶         | شعر               |
| کیمیای وصل: سیری در معارف زیارت عاشورا                                              |                                                         |                                  | معاصر | فارسی | ۲         | ۴۱۶         | شرح و ترجمه گفتار |
| سید بغداد: قصه جیمی سرباز آمریکایی که به راز عاشورا پی می‌برد                        | محمد طعان                                               | محمدرضا شیخی‌محمدی                | معاصر | فارسی | ۱         | ۲۵۶         | ادبیات داستانی    |
| با کوثر عاشورا: مجموعه‌ای از سخنرانی‌های دکتر محمدرضا سنگری در زمینهٔ واقعهٔ عاشورا     | محمدصادق آهنگران                                        |                                  | معاصر | فارسی | ۱         | ۲۹۶         |                   |
| زیبایی‌شناسی حماسه عاشورا                                                            | سید محمود طاهری                                         |                                  | معاصر | فارسی | ۱         | ۳۳۶         |                   |
| زنان و قیام عاشورا، از مدینه تا مدینه                                               | عبدالقیوم آیتی                                          |                                  | معاصر | فارسی | ۱         | ۱۴۴         | تاریخ تحلیلی      |
| امام ناشناخته: حسین‌بن‌علی علیه‌السلام                                                 | جلال‌الدین فارسی                                         |                                  | معاصر |       | ۱         |             | تاریخ تحلیلی      |
| عاشورا                                                                              | غلامحسین زرگری‌نژاد                                      |                                  | معاصر | فارسی | ۱         |             | تاریخ تحلیلی      |
| عاشورا در عاشورا                                                                    | غلامعلی نعیم‌آبادی                                       |                                  | معاصر | فارسی | ۱         |             | تاریخ تحلیلی      |
| انقلاب عاشورا                                                                       | سید عطاءالله مهاجرانی                                   |                                  | معاصر | فارسی | ۱         |             | تاریخ تحلیلی      |
| شهدای عاشورا                                                                        | عباسعلی نویدی‌زرنقی                                      |                                  | معاصر | فارسی | ۱         |             | تاریخ تحلیلی      |
| الفبای عاشورا                                                                       | هادی ابراهیم‌زاده                                        |                                  | معاصر | فارسی | ۱         |             | تاریخ تحلیلی      |
| قیام عاشورا                                                                         | محمدجواد ولایی محمدحسین تسبیحی                          |                                  | معاصر | فارسی | ۱         |             | تاریخ تحلیلی      |
| نفحات عاشورا                                                                        | حمید موسوی                                              |                                  | معاصر | فارسی | ۱         |             | تاریخ تحلیلی      |
| سیمای امام حسین (ع)                                                                 | علی‌اکبر بابازاده                                        |                                  | معاصر | فارسی | ۱         |             | تاریخ تحلیلی      |
| امام حسین (ع) و ایران                                                               | کورت فریشلر                                             | ذبیح‌الله منصوری                  |       | فارسی | ۱         |             |                   |
| امام حسین (ع) الگوی زندگی                                                           | حبیب‌الله احمدی                                          |                                  | معاصر | فارسی | ۱         |             |                   |
| کتابشناسی امام حسین (ع)                                                             | محمدعلی مجاهدی                                          |                                  | معاصر | فارسی | ۱         |             | کتاب‌شناسی         |
| کتابشناسی تاریخی امام حسین                                                          | محمد اسفندیاری                                          |                                  | معاصر | فارسی | ۱         |             | کتاب‌شناسی         |
| سیری در سلوک حسینی                                                                  |                                                         |                                  |       | فارسی | ۱         |             |                   |
| معجم المصنفات الحسینیه                                                              | محمدصادق محمد کرباسی                                    |                                  | معاصر | فارسی | ۱         |             | کتاب‌شناسی         |
| فرهنگ سخنان امام حسین (ع)                                                           | محمد دشتی                                               |                                  | معاصر | فارسی | ۱         |             | شرح و ترجمه گفتار |
| امام حسین در اندیشه مسیحیت                                                          | انتوان بارا                                             | علی باقر طاهری‌نیا فرامرز میرزایی |       | فارسی |           |             | حسین‌شناسی         |
| حواریون امام حسین (ع)                                                               | مریم جمشیدی                                             |                                  | معاصر | فارسی | ۱         |             |                   |
| نهضت امام حسین (ع)                                                                  | سیدهبه‌الدین حسینی‌شهرستانی                               |                                  | معاصر | فارسی | ۱         |             | تاریخ تحلیلی      |
| قیام امام حسین (ع)                                                                  | ابوالحسن جباری                                          |                                  | معاصر | فارسی | ۱         |             | تاریخ تحلیلی      |
| مقتل امام حسین (ع)                                                                  | عبدالزهرا کعبی                                          | عیسی رستگار                      | معاصر | فارسی | ۱         |             | مقتل              |
| صلاه عاشورا                                                                         | حسین غفاری اردبیلی                                      |                                  | معاصر | فارسی | ۱         |             | تاریخ تحلیلی      |
| منظره عاشورا                                                                        | فرهاد فکری اردبیلی                                      |                                  | معاصر | فارسی | ۱         |             | تاریخ تحلیلی      |
| زنان عاشورا                                                                         | علیرضا حسینی                                            |                                  | معاصر | فارسی | ۱         |             | تاریخ تحلیلی      |
| موسیقی عاشورا                                                                       | تورج زاهدی                                              |                                  | معاصر | فارسی | ۱         |             |                   |
| حدیث عاشورا                                                                         | سید محمدحسین فضل‌الله                                    | فرزدق اسدی                       | معاصر | فارسی | ۱         |             |                   |
| خزائن الاشعار                                                                       | عباس حسینی جوهری                                        |                                  | معاصر | فارسی | ۱         |             | شعر               |
| کربلا و حرم‌های مطهر                                                                 | سلمان هادی آل طعمه                                      | حسین صابری                       | معاصر | فارسی | ۱         | ۳۶۰         | جغرافیا           |
| چهل حدیث عاشورا و سیدالشهداء                                                        | اسماعیل محمدی کرمانشاهی                                 |                                  | معاصر | فارسی | ۱         | ۶۷          | شرح و ترجمه گفتار |
| پیام‌آور عاشورا                                                                      | عطاءالله مهاجرانی                                       |                                  | معاصر | فارسی | ۱         | ۳۵۸         | حسین‌شناسی         |
| پرتوی از قیام امام حسین (ع)                                                         | محمد تیموری                                             |                                  | معاصر | فارسی | ۱         | ۱۵۷         | حسین‌شناسی         |
| پرتوی از عظمت امام حسین علیه‌السلام                                                  | لطف‌الله صافی گلپایگانی                                  |                                  | معاصر | فارسی | ۱         | ۴۷۲         | حسین‌شناسی         |
| ویژگی‌های حضرت حسین سیدالشهدا از دیدگاه خاندان وحی                                   | احمد تهرانی                                             |                                  | معاصر | فارسی | ۱         | ۱۶۰         | حسین‌شناسی         |
| همگامی امام حسین (ع) با قرآن                                                        | حسن دهشیری                                              |                                  | معاصر | فارسی | ۱         | ۱۸۰         | حسین‌شناسی         |
| نیایش سرخ                                                                           | ستاد اقامه نماز                                         |                                  | معاصر | فارسی | ۱         | ۱۴۲         | شعر               |
| نهضت خونین حسین علیه السلام                                                         | اسد حیدر                                                | محمدجواد مرعشی نجفی              | معاصر | فارسی | ۱         | ۳۵۱         | حسین‌شناسی         |
| نهضت امام حسین (ع)                                                                  | محمدرضا رضوانی                                          |                                  | معاصر | فارسی | ۱         | ۴۱۵         | حسین‌شناسی         |
| لهوف                                                                                | سید بن طاووس                                            | محمد اسکندری                     | معاصر | فارسی | ۱         | ۱۸۳         | مقتل              |
| قیام سیدالشهداء حسین بن علی (ع) و خونخواهی مختار به روایت طبری و انشای ابوعلی بلعمی | محمد سرور مولائی                                        |                                  | معاصر | فارسی | ۱         | ۹۴          | تاریخ             |
| قصه کربلا بضمیمه قصه انتقام                                                         | علی نظری منفرد                                          |                                  | معاصر | فارسی | ۱         | ۷۰۱         | تاریخ             |
| فروغ شهادت، یا، اسرار مقتل سیدالشهدا علیه‌السلام                                     | علی سعادت‌پرور                                           |                                  | معاصر | فارسی | ۱         | ۴۳۰         | تاریخ             |
| علی و فرزندانش                                                                      | طه حسین                                                 | احمد آرام                        | معاصر | فارسی |           |             | تاریخ             |
| عزت و افتخار حسینی: مجموعه مقالات                                                   |                                                         |                                  | معاصر | فارسی | ۱         | ۳۶۹         | حسین‌شناسی         |
| عزادار حقیقی                                                                        | محمد شجاعی                                              |                                  | معاصر | فارسی | ۱         | ۲۱۲         | حسین‌شناسی         |
| سخنان حسین بن علی علیه السلام: بامتن عربی و ترجمه و شرح                             | مهدی سهیلی                                              |                                  | معاصر | فارسی | ۱         | ۲۴۰         | شرح و ترجمه گفتار |
| تحریف‌شناسی عاشورا و تاریخ امام حسین (ع)                                             | محمد صحتی‌سردرودی                                        |                                  | معاصر | فارسی | ۱         | ۳۷۸         | تاریخ تحلیلی      |
| نهضت حسینی: وقایع محرم از شب اول تا عاشورا                                          | علی فلسفی                                               |                                  | معاصر | فارسی | ۱         | ۲۱۶         | تاریخ تحلیلی      |
| سفر شهادت: گفتارهایی دربارهٔ واقعه عاشورا                                            | سید موسی صدر                                            |                                  | معاصر | فارسی | ۱         | ۲۱۶         | تاریخ تحلیلی      |
| حماسه کربلا از طلوع آفتاب تا بعدازظهر عاشورا                                        | جلال نعمت‌اللهی                                          |                                  | معاصر | فارسی | ۱         | ۵۸          | مقتل              |
| بر کدامین مصیبت باید گریست؟ گزارش تحلیلی واقع عاشورا                                | سید محمدتقی قادری                                       |                                  | معاصر | فارسی | ۱         | ۲۱۶         | تاریخ تحلیلی      |
| شبیه عاشورا (بررسی هنر مردمی تعزیه و چند مجلس شبیه‌خوانی به زبان آذری)               | محمد سیمزاری                                            |                                  | معاصر | فارسی | ۱         | ۲۷۲         | ادبیات نمایشی     |
| سفری از عاشورا تا اربعین: به ضمیمه شرح زیارت‌های عاشورا و اربعین                     | عبدالله مستحسن                                          |                                  | معاصر | فارسی | ۱         | ۳۸۴         | تاریخ تحلیلی      |
| وادی ایمن: در شرح زیارت عاشورا                                                      | سید مهدی مجتهد سیستانی                                  |                                  | معاصر | فارسی | ۱         | ۳۶۶         |                   |
| سلام بر عاشورا (مجموعه رباعی عاشورایی)                                              | رضا اسماعیلی                                            |                                  | معاصر | فارسی | ۱         | ۹۶          | شعر               |
| رمز بقاء عاشورا                                                                     | محمد ظریف                                               |                                  | معاصر | فارسی | ۱         | ۱۵۶         | تاریخ تحلیلی      |
| فی رحاب عاشورا                                                                      | محمدمهدی آصفی                                           |                                  |       |       | ۴         | ۳۴۰         |                   |
| مجالس و مراثی ویژه: اربعین و آخر صفر …                                              | محمدعلی مهاجری                                          |                                  | معاصر | فارسی | ۲         | ۳۶۰         | شعر               |
| شرح اربعین نووی                                                                     | محمدعلی خالدی                                           |                                  |       |       | ۱         | ۴۹۲         | شرح و ترجمه گفتار |
| امام حسین (ع) در ۱۴۰ منزل                                                           | علی فلسفی                                               |                                  | معاصر | فارسی | ۱         | ۲۳۲         | تاریخ تحلیلی      |
| اربعین حدیث حسین (ع)                                                                | حبیب‌الله خواص                                           |                                  | معاصر | فارسی | ۱         | ۲۱۶         | شرح و ترجمه گفتار |
| الفلسفه زیاره الاربعین                                                              | عدنان ساعدی                                             |                                  |       | عربی  | ۱         | ۴۸          | حسین‌شناسی         |
| درسنامه اربعین                                                                      | مجید جعفرپور                                            |                                  | معاصر | فارسی | ۱         | ۲۵۶         | حسین‌شناسی         |
| اربعین در فرهنگ شیعه                                                                | سید محمدمحسن حسینی طهرانی                               |                                  | معاصر | فارسی | ۱         | ۱۲۰         | حسین‌شناسی         |
| سفری از عاشورا تا اربعین                                                            | عبدالله مستحسن                                          |                                  | معاصر | فارسی | ۱         | ۳۹۲         | حسین‌شناسی         |
| الاربعین من عظیم الدعوات: چهل دعای عظیم الشان                                       | عبدالله امینی                                           |                                  | معاصر | فارسی | ۱         | ۳۹۲         |                   |
| اربعین در اربعین                                                                    | غلامرضا اشرف‌سمنانی                                      |                                  | معاصر | فارسی | ۱         | ۳۹۶         |                   |
| اربعینیات                                                                           | سیدمحمدتقی موسوی‌خرمشهری                                 |                                  | معاصر | فارسی | ۱         | ۳۰۰         |                   |
| یک اربعین شهادت: چهل غمنامه عاشورایی مقتل، مرثیه و نوحه                             | عباس حیدرزاده                                           |                                  | معاصر | فارسی | ۱         | ۳۵۲         | شعر               |
| عاشوراشناسی: پژوهشی دربارهٔ هدف امام حسین (ع)                                        | محمد اسفندیاری                                          |                                  | معاصر | فارسی | ۱         | ۳۶۸         | حسین‌شناسی         |
| قیام جاوید: داستان حماسه پرشکوه نهضت امام‌حسین (ع)                                   | میرعظیم قوام                                            |                                  | معاصر | فارسی | ۱         | ۱۶۰         |                   |
| ن‍ه‍ض‍ت ام‍ام ح‍س‍ی‍ن (ع) و ق‍ی‍ام ک‍رب‍لا                                                                | غ‍لام‍ح‍س‍ی‍ن زرگ‍ری‌ن‍ژاد                                             |                                  | معاصر | فارسی | ۱         | ۴۴۴         | حسین‌شناسی         |
| تجلی قرآن در حماسه عاشورا                                                           | محسن نورایی                                             |                                  | معاصر | فارسی | ۱         | ۱۳۶         |                   |
| ک‍رب‍لا ن‍ق‍طه ج‍م‍ع ع‍ق‍ل و ع‍ش‍ق                                                                      | ع‍ل‍ی ش‍ی‍خ‌م‍وح‍د                                                   |                                  | معاصر | فارسی | ۱         | ۲۵۶         |                   |
| اخلاق حسینی                                                                         | جعفر بیات                                               | موسی دانش                        | معاصر | فارسی | ۱         | ۳۵۱         | حسین‌شناسی         |
| از شب عاشورا تا آدینه ظهور                                                          | علی‌اکبر مهدی‌پور                                         |                                  | معاصر | فارسی | ۱         | ۹۶          |                   |
| احکام حسینی علیه السلام                                                             | محمدحسین فلاح‌زاده                                       |                                  | معاصر | فارسی | ۱         | ۴۸          | فقه               |
| امام حسین علیه السلام در آینه کلمات شهید مطهری                                      | محمدهادی فلاح                                           |                                  | معاصر | فارسی | ۱         | ۶۴          |                   |
| امام حسین وارث انبیاء                                                               | غلامحسین مجلسی کوپایی                                   |                                  | معاصر | فارسی | ۱         | ۶۹۶         | حسین‌شناسی         |
| بنیادها و آسیب‌های عزاداری امام حسین علیه السلام                                     | علی آقاجانی قناد                                        |                                  | معاصر | فارسی | ۱         | ۲۰۶         | حسین‌شناسی         |
| جرعه‌ای از کرامات امام حسین                                                          | علی‌اکبر مهدی‌پور                                         |                                  | معاصر | فارسی | ۱         | ۲۲۴         | تاریخ             |
| جاذبه حسینی                                                                         | سید علی خامنه‌ای                                         |                                  | معاصر | فارسی | ۱         | ۹۶          | حسین‌شناسی         |
| دیدارها و گفتگوهای سیدالشهدا علیه السلام                                            | مهدی عبداللهی                                           |                                  | معاصر | فارسی | ۱         | ۱۲۰         | شرح و ترجمه گفتار |
| زیارت عاشورا اتحاد روحانی با امام حسین علیه السلام                                  | اصغر طاهرزاده                                           |                                  | معاصر | فارسی | ۱         | ۱۳۶         |                   |
| قرآن و امام حسین علیه السلام، امام حسین علیه السلام و قرآن                          | محمدعلی رضایی اصفهانی                                   |                                  | معاصر | فارسی | ۱         | ۴۳۲         |                   |
| نهضت حسینی در پرتو قرآن                                                             | محسن قرائتی                                             |                                  | معاصر | فارسی | ۱         | ۱۵۲         | حسین‌شناسی         |
| مبارزه با پوچی‌ها                                                                    | اصغر طاهرزاده                                           |                                  | معاصر | فارسی | ۲         | ۳۸۳         |                   |
| نگاهی جامع به سیره عملی امام حسین علیه السلام                                       | مهدی عاصمی                                              |                                  | معاصر | فارسی | ۱         | ۱۹۲         | حسین‌شناسی         |
| هدایتگران راه نور                                                                   | سید محمدتقی مدرسی                                       |                                  | معاصر | فارسی | ۱         | ۶۸          | تاریخ             |
| سلحشوران طف                                                                         | محمد سماوی                                              |                                  | معاصر | فارسی | ۱         | ۳۸۳         | تاریخ             |
| امام حسین (ع) در آموزه شعر                                                          | اقدس کاظمی                                              |                                  | معاصر | فارسی | ۱         | ۱۳          | شعر               |
| اشک خون                                                                             | احمد احمدی بیرجندی                                      |                                  | معاصر | فارسی | ۱         | ۲۴۰         | شعر               |
| تجلی عشق در حماسه عاشورا                                                            | محمود شاهرخی                                            |                                  | معاصر | فارسی | ۱         | ۳۰۳         | شعر               |
| با کاروان عشق                                                                       | علی‌اصغر حبیبی                                           |                                  | معاصر | فارسی | ۱         | ۲۸۸         | شعر               |
| علمدار عاشقی                                                                        | علی تقوی دهکلانی                                        |                                  | معاصر | فارسی | ۱         | ۱۰۸         | شعر               |
| نخل میثم                                                                            | غلامرضا سازگار                                          |                                  | معاصر | فارسی | ۱         | ۳۳۱۴        | شعر               |
| لهوف منظوم                                                                          | علی بن عبدالحسین تهرانی                                 |                                  | ۱۳ه‍.ق  | فارسی | ۱         | ۳۰۵         | شعر               |
| خطبه حسین بن علی علیه السلام در منی                                                 | محمدصادق نجمی                                           |                                  | معاصر | فارسی | ۱         | ۱۲۸         | شرح و ترجمه گفتار |
| نیایش امام حسین (علیه السلام) در صحرای عرفات                                        | محمدتقی جعفری                                           |                                  | معاصر | فارسی | ۱         | ۱۶۸         | شرح و ترجمه گفتار |
| مقتل الحسین (علیه السلام) به روایت شیخ صدوق                                         | شیخ صدوق                                                | محمد صحتی سردرودی                | معاصر | فارسی | ۱         | ۳۶۷         | مقتل              |
| نامه‌ها و ملاقات‌های امام حسین (علیه السلام)                                          | علی نظری منفرد                                          |                                  | معاصر | فارسی | ۱         | ۴۰۶         | شرح و ترجمه گفتار |
| الحجة السعادة فی حجة الشهادة                                                        | محمدحسن اعتمادالسلطنه                                   |                                  | ۱۲ه‍.ق  | فارسی | ۱         | ۱۸۶         | شرح و ترجمه گفتار |
| لمعة من بلاغة الحسین علیه السلام                                                    | مصطفی ال اعتمادالموسوی                                  |                                  | معاصر | فارسی | ۱         | ۱۷۵         | شرح و ترجمه گفتار |
| نهج الکرامه                                                                         | محمدرضا اکبری                                           |                                  | معاصر | فارسی | ۱         | ۳۲۳         | شرح و ترجمه گفتار |
| الاربعین الحسینیه                                                                   | محمد ارباب قمی                                          |                                  | ۱۲ه‍.ق  | فارسی | ۱         | ۳۵۰         | شرح و ترجمه گفتار |
| آداب کوی جانان                                                                      | عبدالحسین امینی                                         |                                  | ۱۲ه‍.ق  | فارسی | ۱         | ۱۵۱         | شرح و ترجمه گفتار |
| اصول العقیدة فی النص الحسینی                                                        | علی حمود عناد العبادی                                   |                                  | معاصر | عربی  | ۱         | ۴۰۹         | حسین‌شناسی         |
| الامام الحسین بن علی علیها السلام انموذج الصبر وشاره الفداء                         | محمدحسن التمیمی                                         |                                  |       | عربی  | ۱         | ۹۶          | حسین‌شناسی         |
| البکاء علی الحسین علیه السلام فی مصادر الفریقین                                     | حسن بن محمد بن جمعة المطروی                             |                                  |       | عربی  | ۱         | ۲۲۴         | حسین‌شناسی         |
| الحسین علیه السلام القربان الذی نعاه الانجیل                                        | کاظم مزعل جابر الأسدی                                   |                                  | معاصر | عربی  | ۱         |             | حسین‌شناسی         |
| الشعائر الحسینیة بین الافراط والتفریط                                               | زهیر قاسم عبد النبی التمیمی                             |                                  |       | عربی  | ۱         |             | حسین‌شناسی         |
| الاطر الشرعیة والقانونیة لثورة الامام الحسین علیه السلام                            | حکمت الرحمة                                             |                                  |       | عربی  | ۱         | ۳۰۲         | حسین‌شناسی         |
| الشعائر الحسینیه بین الاصالته و التجدید                                             | ریاض موسوی                                              |                                  |       | عربی  | ۳         | ۴۱۶         | حسین‌شناسی         |
| الظاهره الحسینیه                                                                    | محمدعلی حلو                                             |                                  |       | عربی  | ۱         | ۱۶۶         | حسین‌شناسی         |
| العزاء فی مراة الاستدلال                                                            | سید محمدهادی الحجازی                                    | محمدباقر اسدی                    | معاصر | عربی  | ۱         |             | حسین‌شناسی         |
| قصائد خالده                                                                         | جمعی از نویسندگان                                       |                                  | معاصر | عربی  | ۱         |             | حسین‌شناسی         |
| اجوبه الشبهات حول شعایرالحسینی                                                      | علی حمود عناد عبادی                                     |                                  | معاصر | عربی  | ۱         |             | حسین‌شناسی         |
| مع الرکب الحسینی                                                                    | نجم‌الدین طبرسی                                          |                                  | معاصر | عربی  | ۶         |             | تاریخ تحلیلی      |
| مثیر الاحزان، من مصادر بحارالانوار                                                  | نجم الدین جعفر بن محمد بن جعفر بن هبة الله بن نما الحلی |                                  | ۷ه‍.ق   | عربی  | ۱         |             | مقتل              |
| اصول المقتل الحسینی                                                                 | عامر الجابری                                            |                                  | معاصر | عربی  | ۱         |             | مقتل              |
| الصحیفة الحسینیة الجامعة                                                            | محمدباقر موحدی ابطحی                                    |                                  | معاصر | عربی  | ۱         |             |                   |